# WTA Championships 1986
Die WTA Championships 1986 (auch als Virginia Slims Championships bekannt) waren zwei WTA-Tennis-Hallenteppichplatzturniere für Frauen in New York City. Beide waren Teil der WTA Tour 1986 und fanden vom 17. bis 23. März 1986 und vom 17. bis 23. November 1986 statt.